# بیورن کیرشایزن
بیورن کیرشایزن (آلمانی: Björn Kircheisen؛ زادهٔ ۶ اوت ۱۹۸۳) اسکی‌باز صحرانوردی اهل آلمان است.
وی همچنین برندهٔ جوایزی همچون برگ بوی نقره‌ای شده‌است.